# Mota (ilha)
Mota (antigamente Ilha do Pão-de-Açúcar) é uma ilha no grupo Banks no norte de Vanuatu. Sua população – atualmente cerca de 700 pessoas – fala a língua Mota, que os missionários cristãos anglicanos locais usaram como língua franca em partes da Melanésia.

## Nome
O nome Mota é uma adaptação do nome local M̄ota. Cognatos em outras línguas Torres-Banks incluem Mwotlap Am̄ot, Vera'a M̄ō'o, e Vurës M̄ot. Todos eles derivam de uma forma *mʷota em Proto-Torres-Banks, referindo-se à ilha. A forma é possivelmente cognata com Proto-Polinésia *motu "ilha", do Proto-Oceânico *motus "quebrado, destacado".
A mesma raiz é encontrada em Mota Lava, o nome de uma ilha ao norte de Mota ‒ etimologicamente, "grande Mota".

## Geografia
Mota está localizada a 18km ao sul de Mota Lava e 12km a leste de Vanua Lava, a segunda maior ilha do arquipélago de Banks. A ilha ligeiramente oval tem um comprimento de 5km e uma área de 9,5km².
Mota é formada por um vulcão extinto basáltico, que atinge uma altitude de 411 m acima do nível do mar no Monte Tawe. A ilha é cercada por recifes, e sua costa íngreme torna difícil o desembarque de barcos.
O clima na ilha é tropical úmido. A precipitação média anual excede 3500 mm. Mota é propensa a frequentes terremotos e ciclones.

## História
Mota foi descoberta pelo navegador português Pedro Fernandes de Queirós que serviu na expedição espanhola em 25 de abril de 1606 e a chamou de Nuestra Señora de la Luz (Nossa Senhora da Luz).
A ilha é famosa porque sua língua foi usada pelos primeiros missionários na Melanésia. Durante a maior parte de um século a partir de 1849, a maioria dos ensinamentos em salas de aula e escolas de todos os tipos, e a maioria das orações e hinos desde Isabel nas Ilhas Salomão até Pentecostes em Vanuatu foram feitos na língua desta pequena ilha. Algumas palavras de Mota ainda são conhecidas em todo o arquipélago melanésio, por exemplo, tasiu (irmão, tomado aqui no sentido religioso de "membro de uma irmandade", ou seja, a Irmandade da Melanésia).
O missionário anglicano, antropólogo e posteriormente Fellow do Wadham College, R. H. Codrington, viveu em Mota e dominou sua língua. John Coleridge Patteson também esteve baseado lá na vila de Veverao. O primeiro padre melanésio, Padre George Sarawia, era de Mota, e os primeiros batismos cristãos, eucaristia e confirmações ocorreram lá. Mota é geralmente considerada a primeira ilha melanésia a se tornar cristã, embora o trabalho missionário tenha começado um ano depois em Aneityum.

## Demografia
683 pessoas vivem em Mota em vilas costeiras ao redor da ilha. Os nomes das vilas são Liwotqei, Lotawan, Mariu, Tasmate, Garamal, Tuqetap, e Veverao. A população fala a língua Mota.
Todos os habitantes de Mota são cristãos, anglicanos da Igreja da Província da Melanésia. Os grandes dias de celebração são os dias dos santos da igreja em cada vila da ilha. No entanto, kastoms, ou seja, as tradições melanésias, ainda significam muito para os ilhéus.
Atualmente, a ilha é governada por um conselho de chefes eleitos de cada vila. Há uma escola, Pasaleli Primary School, formalmente chamada de Panel School. Há uma enfermaria onde vive um enfermeiro, acesso a telerádio e um telefone público na ilha. Existem também pequenos assentamentos de pessoas de Mota em Santo, especialmente em Lorevilko e Turtle Bay, e em Porto Vila.

## Links externos
- Documentos em Mota do Project Canterbury
- O As Oraora nan coleção de 1904 de músicas em Mota.